# Anna (slak)
Anna is een geslacht van weekdieren uit de klasse van de Gastropoda (slakken).

## Soort
- Anna capixaba Coltro & Dornellas, 2013